# 2014年のル・マン24時間レース

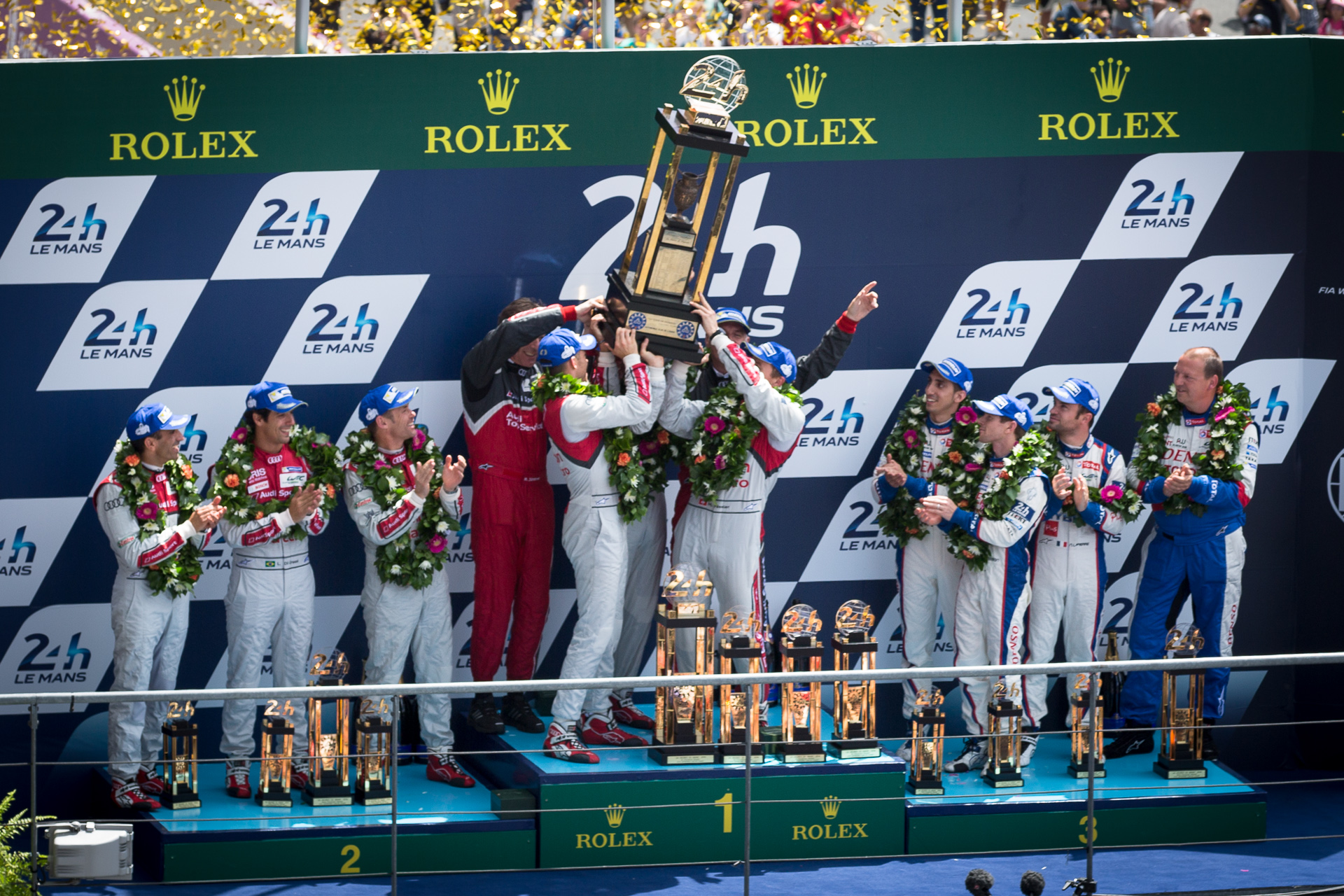
表彰式で優勝トロフィーを掲げるマルセル・フェスラー、アンドレ・ロッテラー、ブノワ・トレルイエら優勝メンバーの3人

2014年のル・マン24時間レース（仏: 24 Heures du Mans 2014）は、フランス西部自動車クラブ (ACO) が統括する82回目のル・マン24時間レースであり、2014年のFIA 世界耐久選手権の第3ラウンドでもある。2014年6月14日から6月15日にかけてフランスのサルト・サーキットで行われた。本年度は55台・合計165名のドライバーがエントリーした。
レースは、LMP1-Hクラスのアウディ・スポーツチーム・ヨーストのアウディ・R18 e-tron クアトロ2号車に乗るスイス人ドライバーのマルセル・フェスラー、ドイツ人ドライバーのアンドレ・ロッテラー、フランス人ドライバーのブノワ・トレルイエら2011年・2012年の優勝メンバー3人組が3度目の総合優勝を果たした。アウディは1999年のル・マン参戦以来15年間で通算13度目となる優勝の栄冠を手にした。レース開始後の14時間まで全レース走行距離の半分ものリードし前半のレースを支配していたトヨタ・レーシングのトヨタ・TS040 HYBRID7号車がリタイアを喫してからは、アウディ勢がトップに立つ。その後アウディ車2台ともターボ・エンジンの交換作業を強いられる事態に追い込まれ、その間のポルシェ14号車の激しい追撃も受けた。アウディ2号車に3ラップ遅れてアウディ1号車が2位に入り、更に2周遅れた3位には、レース開始1時間後のアクシデントで後方に落ちた展開をリカバリーしたトヨタ8号車が入っている。LMP-1Lクラスでは、クラス唯一の完走を果たしたレベリオン・レーシングの12号車（シャシー-エンジン = レベリオン・R-One-トヨタ）に乗るニック・ハイドフェルド/マティアス・ベシェ/ニコラ・プロスト組が勝利した。LMP2クラスでは、JOTAスポーツのザイテック-ニッサンに乗るサイモン・ドゥーラン/オリヴァー・ターヴェイ/ハリー・ティンクネル組がクラス優勝した。LMGTE Proクラスでは、AFコルセのフェラーリ・458イタリア・GT2に乗るジャンマリア・ブルーニ/ジャンカルロ・フィジケラ/トニ・ヴィランデル組がクラス優勝した。LMGTE Amクラスでは、アストンマーティン・レーシングのアストンマーティン・ヴァンテージ・GT2に乗るデイヴィッド・ハイネマイヤー・ハンソン/クリスティアン・ポウルセン/ニッキー・トゥヒーム組がクラス優勝した。1989年以来最多の観客動員数となるおよそ26万3千人の観客が観戦したとされる。

## スケジュール
2014年のル・マン24時間レースのスケジュールは、他のモータースポーツのイベントとぶつからないように、例年と比べて1週間前倒しにされた。追加エントリー選手と同様、全ての招待参加ドライバーと予備のドライバーのためのオプション的な8時間のテスト・セッションが2014年6月1日にスタートし、続いて6月11日に4時間の公式なフリー・プラクティスが開催された。予選は6月11日と12日に分けてそれぞれ2時間ずつで合計3回行なわれ、決勝レースはCESTで6月14日15時から始まり、24時間後に終了した。
| スケジュール                              | スケジュール                     | スケジュール                               |
| 日程                                      | 時刻 (CEST)                      | イベント                                   |
| ル・マン テストデー スケジュール          | ル・マン テストデー スケジュール | ル・マン テストデー スケジュール           |
| ----------------------------------------- | -------------------------------- | ------------------------------------------ |
| 5月30日(金)                               | 09:00 - 18:00                    | 管理チェック、公開車検（サーキット）       |
| 5月31日(土)                               | 09:00 - 15:00                    | 管理チェック、公開車検（サーキット）       |
| 6月1日(日)                                | 09:00 - 13:00                    | テスト・セッション                         |
| 6月1日(日)                                | 14:00 - 18:00                    | テスト・セッション                         |
| 2014年のル・マン24時間レース スケジュール |                                  |                                            |
| 6月8日(日)                                | 14:30 - 19:00                    | 管理チェック、公開車検（リパブリック広場） |
| 6月9日(月)                                | 10:00 - 18:00                    | 管理チェック、公開車検（リパブリック広場） |
| 6月11日(水)                               | 16:00 - 20:00                    | フリー・プラクティス                       |
| 6月11日(水)                               | 22:00 - 00:00                    | 予選                                       |
| 6月12日(木)                               | 19:00 - 21:00                    | 予選                                       |
| 6月12日(木)                               | 22:00 - 00:00                    | 予選                                       |
| 6月14日(土)                               | 09:00 - 09:45                    | ウォームアップ                             |
| 6月14日(土)                               | 15:00                            | 第82回ル・マン24時間レース スタート        |
| 6月15日(日)                               | 15:00                            | 第82回ル・マン24時間レース フィニッシュ    |

## サーキットとレギュレーションの変更点

サルト・サーキットのレイアウト

2013年のレース中での事故によるアラン・シモンセンの死を受けて、ACOはサルト・サーキット内のいくつかのセクションについて改修を発表した。「テルトル・ルージュ」のセクションは再構成され、ミュルサンヌ・ストレート（ユノディエール）からコーナーの出口にかけて新しい障壁とタイヤ・ウォールが設置された。コルベット・コーナーのラン・オフ・エリア（コースアウトした車が障害物等に衝突しないための空き地となるエリア）も拡張され、エネルギー吸収性のポリエチレン発泡体のTecproバリアをポルシェ・カーブが始まる箇所のタイヤ・ウォールの背後に追加した
。二番目のフォード・シケインの舗装されたラン・オフ・エリアに追加された大きな縁石は、コーナーのショートカットをしようとする車を阻止するためのものである。
新しいセーフティシステムは改善され、セーフティカーの先導によるレース全体をコントロールしなければならない程の事態にまで至らない状況である場合でも、サーキット内の特定のセクションで安全性を図る車両がレースに干渉できるようにした。そのシステムは、一時的に「スローゾーン」と呼ばれる特定のエリアを作り出し、そのエリア内においてはレース中の車であっても60km/h（37mph）にスピードが制限されるというものである。スローゾーン内でのスピードは、全てのレース車両に搭載が義務付けられているGPSシステムによってモニタリングされている。スローゾーン内を走行するドライバーには、マーシャルのオンボードによる警告がなされるシステムとなっている。新しいレギュレーションでは、新人のみならず過去5年ル・マンに参戦していないドライバーに対して半日のサーキット・コースのドライビングシミュレーターによるトレーニングに参加を義務付けている。そのコースは新しいセーフティカーやスローゾーンはもちろん、ル・マンにおけるナイト（夜間）レースや雨でのレースでの例も含まれている。

## エントリー

### 自動エントリー
自動エントリーの権利は前年度チャンピオンチーム、またはアメリカン・ル・マン・シリーズ、ヨーロピアン・ル・マン・シリーズ、アジアン・ル・マン・シリーズといったル・マンをベースとしたシリーズの優勝者に与えられる。またいくつかのシリーズは2位にも与えられた。2013年のレースの時と同様に、アメリカン・ル・マン・シリーズは他のクラスよりエントリー枠が広く「at-large」枠で2枠与えられた。2014年シーズンのFIA 世界耐久選手権（WEC）にフルシーズン参戦するチームは自動的に招待枠を得た。自動エントリーが認められたチームは、車両は前年度の車両から変更することができるが、カテゴリーの変更は認められない。しかしながら、2つのGTEカテゴリーでは、これらのチームによって選ばれたドライバーラインアップに基づくチーム間での交換が可能である。
2013年12月20日、ACOは自動エントリーリストを発表した。マッスル・ミルク・ピケット・レーシングとチーム・エンデュランス・チャレンジは招待を辞退した。リシ・コンペツィオーネもまた招待を断ったが、後に別の車両での申請を提出して予備のエントリーを取得した。
| エントリー条件                                            | LMP1                              | LMP2                                   | LMGTE Pro                    | LMGTE Am                           |
| --------------------------------------------------------- | --------------------------------- | -------------------------------------- | ---------------------------- | ---------------------------------- |
| 前年度優勝                                                | アウディ・スポーツチーム ヨースト | オーク・レーシング                     | ポルシェ AG チーム・マンタイ | IMSA・パフォーマンス・マットムート |
| 2013年のヨーロピアン・ル・マン・シリーズ優勝              |                                   | シグナテック・アルピーヌ               | ラム・レーシング             | ラム・レーシング                   |
| 2013年のヨーロピアン・ル・マン・シリーズ2位               |                                   |                                        | プロトン・コンペティション   | プロトン・コンペティション         |
| アメリカン・ル・マン・シリーズ「at-large」エントリー      |                                   | マッスル・ミルク・ピケット・レーシング | リシ・コンペツィオーネ       |                                    |
| 2013年のヨーロピアン・ル・マン・シリーズFLMカテゴリー優勝 |                                   | チーム・エンデュランス・チャレンジ     |                              |                                    |
| 2013年のアジアン・ル・マン・シリーズ優勝                  |                                   | オーク・レーシング                     |                              | AFコルセ                           |
| 2013年のアジアン・ル・マン・シリーズ2位                   |                                   |                                        |                              | クラフト・レーシング               |

#### 「Garage 56」56番目のエントリー枠
ACOは2012年から始まった「Garage 56」のコンセプトを継続した。これは、ル・マン24時間レースを通して新しい技術をテストする試練の場として「Garage 56」という56番目のエントリー枠をレースに設けたものである。ACOは2013年に、2014年のル・マン24時間レースの「Garage 56」のエントリー枠を日産のニスモ (NISMO)版開発車が獲得したことを発表した。
日産は、2013年のル・マン24時間レースが行なわれた2013年6月21日の週末の日に日産・ZEOD RCとして知られる電力駆動レーシングカーを発表した。ZEOD RCは、日産の援助を基に製作された2012年の「Garage 56」枠のデルタウイングの設計者のベン・ボウルビーによって設計されている。ZEOD RCは、デルタウイングによく似たデザインのシャシーにリチウムイオンバッテリーパックを積んだ（エンジンとバッテリーの二つの動力源を持った）「ハイブリッド・エレクトリック・ビークル（HEV：Hybrid Electric Vehicle) 」として利用できる。ZEOD RCは、1.5リッタ－直列3気筒直噴ターボ付きエンジンに2つの110kWモーターによる電力駆動システムを組み合わせており、エンジン走行と電力走行を切り替えて走行する。日産はサルト・サーキットを電力走行だけで完全に1周することを試みていた。レース前のウォームアップ・セッションでは、目標のゴール地点まで到達していた。

### エントリーリスト
2014年のFIA 世界耐久選手権と2014年のヨーロピアン・ル・マン・シリーズのエントリーの発表に連動して、ACOは招待ドライバー全員と10人の予備ドライバーのリストを公表した。ル・マンで競争するワン・オフ（1戦限りの参戦）のエントリーで埋めて充分な出場者を確保すると同時に、FIA 世界耐久選手権(WEC)シリーズに参戦中の31人のドライバー、ヨーロピアン・ル・マン・シリーズから13人のドライバー、「ユナイテッド・スポーツカー選手権（2014年よりアメリカン・ル・マン・シリーズの後継として始まった新シリーズ）」から5人、アジアン・ル・マン・シリーズから2人のル・マン出場が保証されたエントリーを追加した。
招待状の公表に続いて、いくつかのチームがエントリーを辞退した。（「クライスラー・グループのモータースポーツチームである）SRTモータースポーツはダッジ・バイパーによる参戦の辞退と北米のユナイテッド・スポーツカー選手権に集中することについて発表し、LMGTE ProクラスとLMGTE Amクラスでの出場枠がは2台空くこととなった。その結果、JMWモータースポーツとチーム・タイサンのフェラーリ・458イタリア・GT2がル・マンの出場枠を得た。2014年4月28日に、ACOは改訂されたエントリーリストを発表した。その内容は、ミレニアム・レーシングの2台とクラフト・レーシングの出場辞退とアストンマーティン・レーシングの2台の追加エントリーであった。ラルブル・コンペティション、ケーターハム・レーシング（グリーヴス・モータースポーツ）、ペガサス・レーシング、IMSA・パフォーマンス・マットムートの2台目、プロスピード・コンペティションが予備エントリー枠から正式エントリーに昇格した。
ロータスは、新しいカテゴリーのLMP1-Lクラス参戦用のプロトタイプレーシングカーの開発の遅れにより出場辞退し、LMP1-Lクラスの参戦はレベリオン・レーシングのみとなった。資金繰りの遅れによる出場辞退をしていたミレニアム・レーシングは、1台のみの参戦復帰となった。日本のコンストラクターの童夢が製作したS103をデビューさせる形でLMP2クラスに参戦を予定していたストラッカ・レーシングは2014年5月下旬にスパ・フランコルシャンで行なっていた走行テスト中の事故で負った車の破損の修復が6月1日に迫ったル・マンのテストデーに間に合わないため、出場を断念した。クローン・レーシングは元々リシ・コンペツィオーネと合同エントリーし、リシ・コンペツィオーネが出場辞退したため予備リストに回されていたが、ストラッカ・レーシングに代わって出走権を得た。エントリー台数を2台に戻してル・マン参戦を目指していたミレニアム・レーシングは、ル・マンのテストデーには欠場し、その後、資金繰りがつかなかったことにより2度目の参戦辞退を余儀なくされた。代わりの出場チームはなかった。

## テスト・セッションとフリー・プラクティス
決勝レースの2週間前の2014年6月1日に、ル・マンに参戦するドライバーとチームにとって（テストデーの参加は義務付けられている訳ではないが、）参加車両をレースウィーク以外で走らせることができる貴重な機会となるテストデーのテスト・セッションが、トータルで8時間の走行許可時間を半日ずつ2つのセッションに分けて実施された。クローン・レーシングは準備不足のためにテスト・セッションの参加を見合わせ、プロスピード・コンペティションの2台目の車両も参加を取り止めた。ミレニアム・レーシングはテストデーのエントリー台数に2台目を追加登録していたが、テストデー当日には現れなかった。AFコルセはテストデーに参加するドライバーのために追加エントリーし、その日のトータル台数は54台となった。
トヨタ・レーシングは、トヨタ・TS040 HYBRID8号車に乗るセバスチャン・ブエミが2番目のセッションで3分23秒014のラップタイムを叩き出し、同じくトヨタの7号車に乗る中嶋一貴が3分23秒156のタイムをマークして2番手に続いた。アウディ・スポーツチーム ヨーストのアウディ・R18 e-tron クアトロ3号車が3分23秒799とトップのトヨタ8号車に1秒以内のタイムで3番手に入り、4番手にはアウディ1号車が3分24秒453のタイムで続く。本シーズンよりル・マンに2台のポルシェ・919ハイブリッドを擁して復帰したポルシェチームは5番手に14号車のタイムが3分24秒692でトップのトヨタ8号車に1秒半を超えるタイム差を付けられる結果となった。LMP2クラスでは、G-ドライブ・レーシングのロマン・ルシノフが3分37秒795のタイムでマーフィー・プロトタイプスやシグナテック・アルピーヌといった他チームに対してリードした。LMGTE Proクラスでは、ポルシェ AG チーム・マンタイのポルシェ・911 RSRに乗るフレデリック・マコヴィッキィが、チームのセカンドカーがフォード・シケインのグラヴェル（砂利）にはまって大きく空中にジャンプしてセッションの早期に修復できないほどのダメージを負ったにもかかわらず、3分56秒260のタイムで他チームをリードしている。LMGTE Amクラスでは、8スター・モータースポーツのフェラーリ・458イタリア・GT2に乗るパオロ・ルベルティが3分57秒403のタイムでLMGTE Amクラス最速のみならず、LMGTE Proクラスを含めたLMGTEカテゴリー全体でも2番目に速かった。テスト・セッションの後、アウディ・トヨタ・ポルシェの全車を含むいくつかのプロトタイプレーシングカーチームは、サルト・サーキットよりコースが短い（同じル・マン市内の）ブガッティ・サーキットで行なわれた非公式のテストに参加した。
公式練習（フリー・プラクティス）は、6月11日に54台で4時間のセッションで行なわれた。トヨタは今回もスタートからリードし、8号車のアンソニー・デビッドソンが3分23秒652のラップタイムでアウディ2号車に先行してこのセッションでのファーステスト・タイムとなった。ポルシェ勢で最も速かった20号車は6番手のタイムでトヨタ8号車から3秒近くタイム差を付けられた。上位7番手までのタイムは、①トヨタ8号車：3分23秒652②アウディ2号車：3分23秒976③トヨタ7号車：3分24秒291④アウディ1号車：3分24秒729⑤アウディ3号車：3分24秒829⑥ポルシェ20号車：3分26秒602⑦ポルシェ14号車：3分27秒374となっている。セッション開始から1時間程して、アウディ1号車に乗るロイック・デュバルがポルシェ・カーブでコースアウトしてグラベルベッドを飛び越えてフェンスに激突、大破するというアクシデントが発生した。幸いデュバル自身は大した怪我はなかったものの1日入院することとなってル・マン出場は不可能となり、LMP2クラスでJOTAスポーツの38号車に出場する予定だったマルク・ジェネが代役としてアウディ1号車に乗り込むことになり、JOTAスポーツはジェネの代役としてオリヴァー・ターヴェイを起用することとなった。アウディは大破した1号車を、翌日12日に行なわれる予定の予選の2回目と3回目のセッションに合わせて、ほぼ一から車両を組み立て直すという大修理に取り組むことを余儀なくされた。オーク・レーシングのLMP-2プロトタイプレーシングカーの新モデルとなるリジェ・JS・P2がル・マンにおいて実戦デビューを飾り、LMP2クラスで3分40秒611のラップタイムをマークした。LMGTEカテゴリーでは、LMGTE Amクラスのアストンマーティンチームのアストンマーティン・ヴァンテージ・GT2に乗るニッキー・トゥヒームが、上位カテゴリーのLMGTE Proクラスの最も速かったAFコルセのフェラーリ・458イタリア・GT2を0.013秒上回る3分57秒015というLMGTEカテゴリー最速のタイムを出している。「Garage 56」枠の日産・ZEOD RCは、最初の1周目でギヤボックスが故障してしまい、唯一のフリー・プラクティスでタイム計測がされなかった車となった。フリー・プラクティスはアウディ1号車の事故のため約45分間にわたって中断されたが、残り2時間5分というところで走行再開となった。ただし、セッション終盤になって立て続けに2度赤旗中断が入るなど計3度の赤旗中断にあった。

## 予選
予選の1回目は天候快晴の中、6月11日水曜日の深夜からナイト（夜間）セッションで始まった。ポルシェチームはまず14号車のニール・ジャニが速いタイムを出し、続いて20号車のブレンドン・ハートレイが3分23秒157のラップタイムをセッション開始わずか2、3周の間に出して、タイムシートの上位を占めた。トヨタ・レーシングの2台は、7号車がエンジンの油圧低下によってコース上に立ち往生したことなどもあり、トップのポルシェから2秒遅れの差を付けられたままセッション終了となった。アウディ・スポーツチーム ヨーストはポルシェから遅れること3秒であった。なお、アウディ1号車はフリー・プラクティス中の事故の修理中のため予選1回目は不参加となっている。G-ドライブ・レーシングのモーガン・LMP2に乗るオリヴィエ・プラは、3分38秒843のタイムでLMP2クラスの暫定ポール・ポジションに立ち、シグナテック・アルピーヌやKCMGのオレカに対してリードした。SMP・レーシングのオレカ-日産の37号車に乗るニコラ・ミナシアンは、開始30分という時点でポルシェ・カーブでアクシデントを起こし、約20分にわたって予選のセッションは中断した。LMGTE Proクラスでは、AFコルセのフェラーリ・458イタリア・GT2の51号車に乗るジャンマリア・ブルーニが3分54秒754のタイムでリードしたが、アストンマーティンもポルシェもコルベットも全てのチームの最速車がフェラーリの2秒以内のタイム差であるという接戦状態であった。LMGTE Proクラスのアストンマーティン・レーシングの2台目の99号車に乗るフェルナンド・レースは、先程のミナシアンによるアクシデントの赤旗中断からのセッション再開のおよそ15分後に、ポルシェ・カーブでクラッシュを起こし、99号車が激突して損傷したバリアがセッション時間内に修復させる見通しが立たなかったため予選の1回目は予定終了時間までおよそ30分を残して打ち切られることとなった。アストンマーティン・レーシングの99号車はこの時に車が負ったダメージが元で撤退に追い込まれた。実質的な走行時間が短く、不完全燃焼なセッション終了となる中で、SMP・レーシングのフェラーリ・458イタリア・GT2の72号車に乗るジャンマリア・ブルーニが3分56秒787のラップタイムでトップに立ち、AFコルセのフェラーリ61号車とデンプシー・ポルシェが続いた。

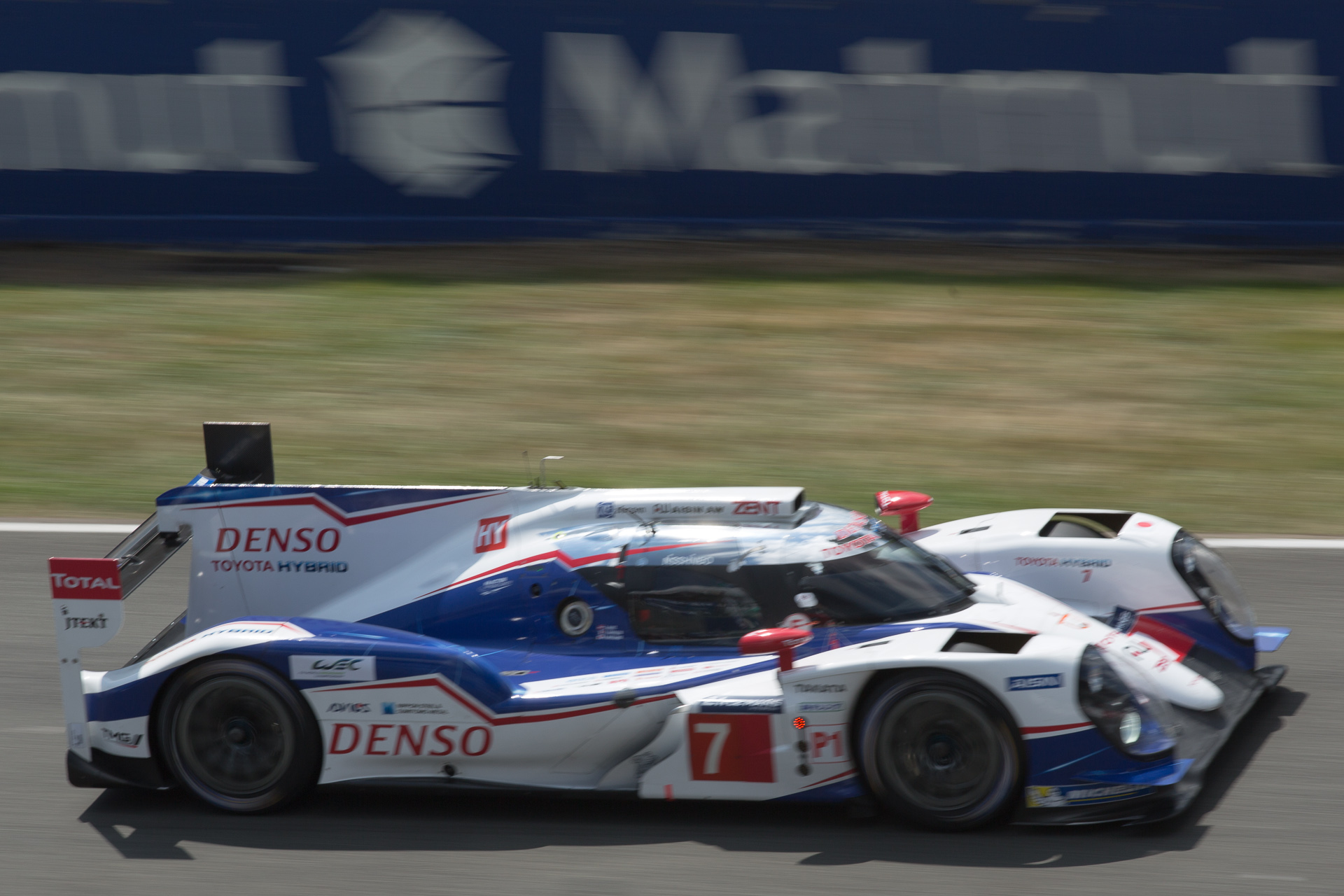
トヨタ・TS040 HYBRIDの7号車が、予選で3分21秒789のラップタイムを出してポール・ポジションを獲得した。

明けて12日の木曜日、まず行なわれた予選の2回目のセッションでは、クラッシュで車が停止するシーンが前日以上に見られるようになった。ポルシェ・カーブでジェイムズ・カラドがクラッシュして赤旗中断となり、セッション再開まで約25分を要することとなった。前日のフリー・プラクティス中に大破したアウディ1号車が夜通しの修復作業により、このセッションから再びレースに復帰した。そのアウディ1号車がインディアナポリス・コーナー付近でスピンしてバリアに衝突して車体にダメージを負った。アウディ1号車に乗車していたルーカス・ディ・グラッシはピットに車を戻そうとしてレオ・ルッセルがドライブするLMP2クラスのペガサス・モーガンの29号車の前でコースを逸らして29号車をコースアウトさせて、コンクリート・バリアに衝突させている。ほぼ同時に、ブレット・カーティスが乗るプロスピード・ポルシェの79号車がダンロップ・シケインの入り口でスピンして壁に激突し、カーティスは体を強打して意識不明の状態となった。アクシデントによってサーキット上に散らばった車のパーツ等が片付けられた後、セッションの残り時間が15分となってから予選が再開され、ほぼ全てのLMP1カーがタイムアタックを行なって持ちタイムを更新した。トヨタ7号車に乗る中嶋一貴は3分22秒589のラップタイムを出して暫定ポールポジションを獲り、ポルシェ14号車に乗るロマン・デュマとポルシェ20号車に乗るティモ・ベルンハルトが続いた。アウディ勢での最速は4番手に入ったアウディ3号車に乗るオリバー・ジャービスであった。LMP2クラスでは、TDSレーシングの46号車に乗るトリスタン・ゴマンディが、セッションの最終ラップで、それまで乗っていたオレカから新モデルのリジェ・JS・P2に乗り換え、3分38秒094のラップタイムで暫定ポールポジションを獲った。LMGTE Proクラスでは、コルベット73号車がセッションをリードしたが、予選の1回目でAFコルセが出したラップタイムを更新できなかった。LMGTE Amクラスでも同様に、予選の2回目のセッションをリードしたAFコルセのフェラーリ61号車は、予選の1回目でSMPレーシングが出したタイムにコンマ2秒以内に迫るが予選2番手に留まった。
本来なら22時（午後10時）から2時間のセッションとして行われる予定だった予選の3回目のセッションについて、予選1回目と2回目のセッションで赤旗中断となる時間が多かったことから、予選3回目の開始時間を30分前倒しにし、終了時間は変えずに2時間30分のセッションとして行うこととなった。セッション開始後15分で、トヨタ7号車に乗る中嶋一貴が3分21秒789のル・マン24時間レースの予選におけるラップタイムの新レコードを叩き出し、トヨタとしては1999年以来2度目となるポールポジションを獲得した。中嶋は日本人ドライバーとしても初となるポールポジション獲得者となった。ポルシェ14号車に乗るロマン・デュマはタイムを更新して予選2番手となり、グリッド最前列でトヨタ7号車の隣でレーススタートすることとなった。予選3番手にはトヨタ8号車・4番手にはポルシェ20号車が入った。アウディは予選2回目のセッションからタイムを更新できず、トヨタ勢とポルシェ勢の後塵を拝す予選5番手・6番手・7番手の予選順位に留まった。マティアス・ベシェがドライブするレベリオン・レーシングの12号車は、LMP1-Lクラスで姉妹車のレベリオン・レーシングの13号車に予選で上回ったが、予選の全てのセッションでポールポジションのタイムに対して8秒のタイム差を付けられた。LMP2クラスでは、ティリエ・バイ・TDSレーシングのリジェ・JS・P2の46号車が3分37秒609のラップタイムを出して予選でのクラス1番手となった。LMGTE Proクラスでは、AFコルセの51号車のジャンマリア・ブルーニが3分53秒700のタイムを出してクラスでの暫定ポールポジションを獲得した。LMGTE Amクラスでは、AFコルセの81号車に乗るサム・バードが3分54秒665のラップタイムを出してクラスの暫定ポールポジションを獲得したが、このタイムは上位カテゴリーのLMGTE Proクラスを含む全LMGTEカテゴリー中2番目に速いタイムであった。「Garage 56」枠の日産・ZEOD RCの0号車は、予選1回目の走行でギヤボックスの不具合によりタイムアタックできないという試練の後、予選3回目での走行では3分50秒185のラップタイムを出して、予選に参加した55台（その内のアストンマーティン99号車は予選中にクラッシュによって車両が大破してしまい、予選セッション中に撤退して最終的に54台）中、総合27位につけた。予選中、本山哲が乗るZEOD RCはミュルザンヌストレートを電力駆動のみの走行で時速300kmを記録している。予選3回目のセッション中に、8スター・モータースポーツ90号車に乗るフランキー・マンテカルヴォがスピンしてポルシェ・カーブのグラベル（砂利）に突っ込み、新しいセーフティシステムであるスローゾーンがル・マン24時間レースにおいて初めて適用された。残り時間が19分となったところで、インディアナポリス・コーナーでカルン・チャンドックが乗るマーフィー・プロトタイプスのオレカ48号車がバリアにクラッシュした後、再度スローゾーンが適用された。2つのスローゾーンは両方とも、セッション終盤の1時間の時間帯でのラップタイム更新を防止する作用をもたらしている。

### 予選結果
各クラスのポールポジションは太字で表示。最速タイムは灰色地で表示。
| 順位 | クラス    | No. | チーム                                   | 予選1回目 | 予選2回目 | 予選3回目 | 差      | グリッド |
| ---- | --------- | --- | ---------------------------------------- | --------- | --------- | --------- | ------- | -------- |
| 1    | LMP1-H    | 7   | トヨタ・レーシング                       | 3:25.313  | 3:22.589  | 3:21.789  |         | 1        |
| 2    | LMP1-H    | 14  | ポルシェチーム                           | 3:23.928  | 3:22.708  | 3:22.146  | +0.357  | 2        |
| 3    | LMP1-H    | 8   | トヨタ・レーシング                       | 3:25.410  | 3:23.661  | 3:22.523  | +0.734  | 3        |
| 4    | LMP1-H    | 20  | ポルシェチーム                           | 3:23.157  | 3:22.908  | 3:24.136  | +1.119  | 4        |
| 5    | LMP1-H    | 3   | アウディ・スポーツチーム ヨースト        | 3:26.445  | 3:23.271  | 3:23.364  | +1.482  | 5        |
| 6    | LMP1-H    | 2   | アウディ・スポーツチーム ヨースト        | 3:26.388  | 3:24.276  | 3:24.729  | +2.487  | 6        |
| 7    | LMP1-H    | 1   | アウディ・スポーツチーム ヨースト        | No Time   | 3:26.490  | 3:25.814  | +4.025  | 7        |
| 8    | LMP1-L    | 12  | レベリオン・レーシング                   | 3:34.922  | 3:31.180  | 3:29.763  | +7.974  | 8        |
| 9    | LMP1-L    | 13  | レベリオン・レーシング                   | 3:33.117  | 3:31.608  | 3:33.050  | +9.819  | 9        |
| 10   | LMP2      | 46  | ティリエ・バイ・TDSレーシング            | 3:42.730  | 3:38.094  | 3:37.609  | +15.820 | 10       |
| 11   | LMP2      | 38  | JOTAスポーツ                             | 3:45.928  | 3:44.482  | 3:37.674  | +15.885 | 11       |
| 12   | LMP2      | 35  | オーク・レーシング                       | 3:39.822  | 3:39.523  | 3:37.892  | +16.103 | 12       |
| 13   | LMP2      | 26  | G-ドライブ・レーシング                   | 3:38.843  | 3:41.446  | 3:38.000  | +16.211 | 13       |
| 14   | LMP2      | 36  | シグナテック アルピーヌ                  | 3:39.490  | 3:38.769  | 3:38.089  | +16.300 | 14       |
| 15   | LMP2      | 48  | マーフィー・プロトタイプス               | 3:41.502  | 3:38.207  | 3:39.091  | +16.418 | 15       |
| 16   | LMP2      | 47  | KCMG                                     | 3:39.586  | 3:40.476  | 3:38.689  | +16.900 | 16       |
| 17   | LMP2      | 43  | ニューブラッド・バイ・モラン・レーシング | 3:46.018  | 3:39.135  | 3:41.066  | +17.346 | 17       |
| 18   | LMP2      | 34  | レース・パフォーマンス                   | 3:39.993  | 3:44.486  | 3:40.819  | +18.204 | 18       |
| 19   | LMP2      | 42  | ケーターハム・レーシング                 | 3:41.847  | 3:47.255  | 3:40.035  | +18.246 | 19       |
| 20   | LMP2      | 24  | セバスチャン・ローブ・レーシング         | 3:43.507  | 3:40.407  | 3:44.022  | +18.618 | 20       |
| 21   | LMP2      | 37  | SMP・レーシング                          | 3:46.940  | 3:44.395  | 3:41.297  | +19.508 | 21       |
| 22   | LMP2      | 27  | SMP・レーシング                          | 3:43.618  | 3:42.527  | 3:42.131  | +20.342 | 22       |
| 23   | LMP2      | 29  | ペガサス・レーシング                     | 3:49.046  | 3:42.438  | No time   | +20.649 | 23       |
| 24   | LMP2      | 33  | オーク・レーシング・チーム・アジア       | 3:42.998  | 3:48.325  | 3:43.158  | +21.199 | 24       |
| 25   | LMP2      | 50  | ラルブル・コンペティション               | 3:53.948  | 3:47.015  | 3:43.843  | +22.054 | 25       |
| 26   | LMP2      | 41  | グリーヴス・モータースポーツ             | No time   | 3:44.293  | 3:44.437  | +22.504 | 26       |
| 27   | Garage 56 | 0   | ニスモ                                   | No time   | 3:57.096  | 3:50.185  | +28.396 | 27       |
| 28   | LMGTE Pro | 51  | AFコルセ                                 | 3:54.754  | 3:55.552  | 3:53.700  | +31.911 | 28       |
| 29   | LMGTE Am  | 81  | AFコルセ                                 | 4:02.452  | 3:57.665  | 3:54.665  | +32.876 | 29       |
| 30   | LMGTE Pro | 73  | コルベット・レーシング                   | 3:56.443  | 3:55.038  | 3:54.777  | +32.988 | 30       |
| 31   | LMGTE Pro | 97  | アストンマーティン・レーシング           | 3:55.067  | 3:56.516  | 3:54.891  | +33.102 | 31       |
| 32   | LMGTE Pro | 74  | コルベット・レーシング                   | 3:59.445  | 3:57.160  | 3:55.190  | +33.401 | 32       |
| 33   | LMGTE Pro | 52  | ラム・レーシング                         | 3:57.793  | 3:56.642  | 3:55.347  | +33.558 | 33       |
| 34   | LMGTE Pro | 92  | ポルシェ AG チーム・マンタイ             | 3:55.516  | 3:57.356  | 3:55.694  | +33.727 | 34       |
| 35   | LMGTE Am  | 98  | アストンマーティン・レーシング           | 4:00.017  | 3:57.445  | 3:55.644  | +33.855 | 35       |
| 36   | LMGTE Pro | 91  | ポルシェ AG チーム・マンタイ             | 3:56.584  | 3:57.682  | 3:55.745  | +33.956 | 36       |
| 37   | LMGTE Am  | 95  | アストンマーティン・レーシング           | 4:06.464  | 3:56.994  | 3:55.944  | +34.155 | 37       |
| 38   | LMGTE Am  | 61  | AFコルセ                                 | 3:56.919  | 3:56.917  | 3:55.977  | +34.188 | 38       |
| 39   | LMGTE Am  | 72  | SMP・レーシング                          | 3:56.787  | 3:58.778  | 3:56.063  | +34.274 | 39       |
| 40   | LMGTE Am  | 88  | プロトン・コンペティション               | 3:59.291  | 3:59.920  | 3:56.974  | +35.185 | 40       |
| 41   | LMGTE Am  | 77  | デンプシー・レーシング-プロトン          | 3:57.004  | 3:58.373  | 3:57.230  | +35.215 | 41       |
| 42   | LMGTE Am  | 90  | 8スター・モータースポーツ                | No time   | No time   | 3:57.217  | +35.428 | 42       |
| 43   | LMGTE Pro | 99  | アストンマーティン・レーシング           | 3:57.258  | 出走辞退  | 出走辞退  | +35.469 | –        |
| 44   | LMGTE Am  | 60  | AFコルセ                                 | 4:22.744  | 4:01.425  | 3:57.274  | +35.485 | 43       |
| 45   | LMGTE Am  | 66  | JMW・モータースポーツ                    | 4:05.046  | 3:58.512  | 3:57.757  | +35.968 | 44       |
| 46   | LMGTE Am  | 53  | ラム・レーシング                         | 3:59.794  | 4:02.175  | 3:57.958  | +36.169 | 45       |
| 47   | LMGTE Pro | 71  | AFコルセ                                 | 3:58.330  | 3:58.086  | No time   | +36.297 | 46       |
| 48   | LMGTE Am  | 76  | IMSA・パフォーマンス・マットムート       | No time   | 4:06.021  | 3:58.398  | +36.609 | 47       |
| 49   | LMGTE Pro | 79  | プロスピード・コンペティション           | 4:01.226  | 3:59.012  | No time   | +37.223 | 48       |
| 50   | LMGTE Am  | 75  | プロスピード・コンペティション           | 3:59.394  | 3:59.604  | 4:05.147  | +37.605 | 49       |
| 51   | LMGTE Am  | 58  | チーム・ソフレフ・ASP                    | 3:59.837  | 4:07.434  | 4:03.947  | +38.048 | 50       |
| 52   | LMGTE Am  | 57  | クローン・レーシング                     | 4:03.789  | 4:01.686  | 4:01.006  | +39.217 | 51       |
| 53   | LMGTE Am  | 70  | チーム・タイサン                         | 4:03.066  | 4:01.446  | 4:04.512  | +39.657 | 52       |
| 54   | LMGTE Am  | 67  | IMSA・パフォーマンス・マットムート       | No time   | 4:03.903  | 4:03.277  | +41.488 | 53       |
| 55   | LMGTE Am  | 62  | AFコルセ                                 | 4:11.533  | 4:20.025  | 4:10.354  | +48.565 | 54       |
| 順位 | クラス    | No. | チーム                                   | 予選1回目 | 予選2回目 | 予選3回目 | 差      | グリッド |

## 決勝

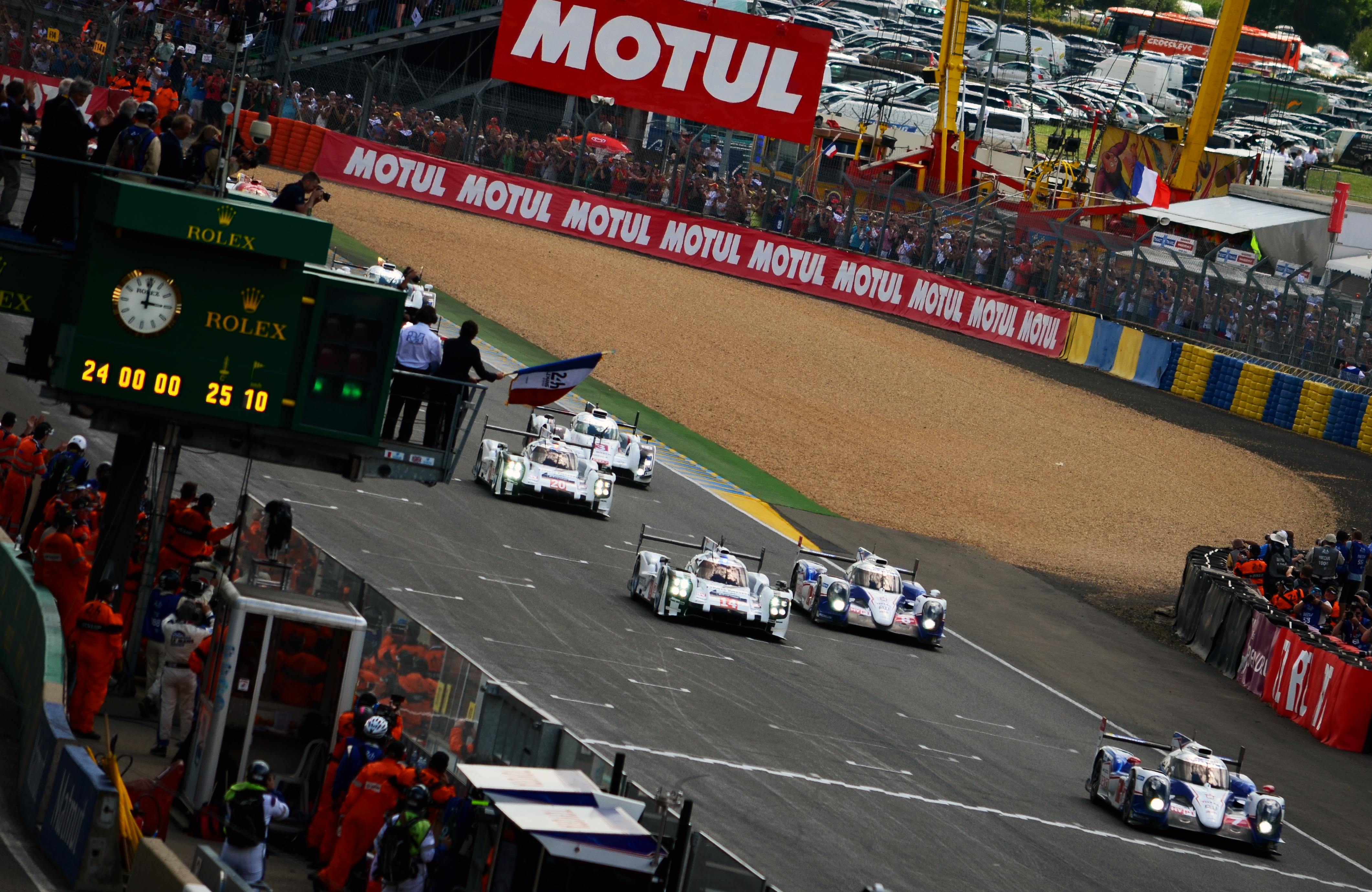
トヨタ7号車に乗るアレクサンダー・ヴルツはスタートとともにレースをリードする

決勝レースは、CESTで6月14日の15時（午後3時）に、栄誉あるル・マン24時間レースの公式スターターに選ばれた、2度のF1ドライバーズチャンピオンの座を獲得しているフェルナンド・アロンソの手によって、決勝レース開始の合図となるトリコロールが振られることにより開始された。54台が決勝レースに出走する中、トヨタ7号車に乗るアレクサンダー・ヴルツが、レース序盤の時間をポールポジションからの首位のポジションをほぼ維持して、リードする展開であった。ニコラ・ラピエールが乗るトヨタ8号車がニール・ジャニのポルシェ14号車を交わして2番手に浮上し、アンドレ・ロッテラーが乗るアウディ2号車が4番手にまで順位を上げ、ポルシェ20号車は残るアウディ勢2台にも抜かれ7番手に落ちた。トヨタ8号車からポルシェ20号車までが2番手グループを形成していた。「Garage 56」枠の日産・ZEOD RCは、目標として掲げていた「電力走行でサルト・サーキット1周」を成し遂げたもののギヤボックスの不具合により僅か6周でコース枠脇にストップし、チームによる車の改修要求がACOに拒絶された後、ル・マン決勝レースで最初のリタイア車両となった。そうしている間に、7周目のミュルサンヌ・シケインの出口でニコラ・ラピエールが乗るトヨタ8号車がスピンを喫し、決勝レースでの最初のスローゾーンが導入された。スピンしたトヨタ8号車に替わってアウディ2号車が2番手となった。一方、ポルシェ14号車はエンジンの燃圧低下に見舞われてスローダウンし、ピットで修理のために15分近く留まらなければならない状況に陥った。スタートから1時間20分ほどが経過した頃、サーキットの所々で雨に見舞われ、何台かのレースカーがコースコンディションの変化によってアクシデントに巻き込まれた。LMP2クラスのKCMGのオレカ-日産の47号車はクラス内グリッド7番手からレース序盤に一気に首位に躍り出る快走をみせていたが、ミュルサンヌ・シケインでハイドロプレーニングに見舞われてタイヤバリヤへ激突するなど、ミュルサンヌ一帯では出走車同士の多重クラッシュといった深刻なアクシデントが発生していた。ミュルサンヌとユノディエール・ストレート一帯は特に水量が多く、各車軒並み大幅なスローダウンを余儀なくされる状況の中、ラピエールがドライブするトヨタ8号車がオーバースピードで進入してブレーキングを行ったが、ハイドロプレーニング現象を起こしてコントロールを失い、バリアに激突した。8号車は安全のためスロー走行中であったマルコ・ボナノミが乗るアウディ3号車にぶつかり、3号車は更に、スローダウン隊列の中にいたLMGTE Amクラスで首位を走っていたAFコルセのサム・バードが乗るフェラーリ・458イタリア・GT2の81号車に突っ込む形となった。事故対応のためのセーフティカー走行が40分にわたって続く間、トヨタ8号車はフロント部分を失くした状態ながらも何とかピットに戻るが、修理時間におよそ50分がかかり、優勝戦線からは完全に脱落した。一方、アウディ3号車とAFコルセ81号車は車を再始動できず、結局リタイアに追い込まれた。
グリーンフラッグが振られてレースが再開したおよそ15分後、サーキットは再び雨に見舞われ、更なる混乱が起こった。カルン・チャンドックが乗るマーフィー・プロトタイプスのオレカ48号車とマイケル・マネマンが乗るグリーヴス・モータースポーツの41号車との衝突や、AFコルセの62号車がクラッシュが起き、2度目のセーフティカー導入の事態となった。2度目のセーフティカー走行中にトヨタ7号車はピットインして、ドライバーをアレクサンダー・ヴルツからステファン・サラザンに交代しレインタイヤを装着するが、、同車のピットアウトとセーフティーカーランの隊列がメインストレートを通過するタイミングが重なったことから、トヨタ7号車はここでピットレーン出口での待機を余儀なくされ、ピットレーン出口の赤信号でストップしている間にポルシェ20号車が先頭に出た。雨が徐々に小降りとなる中、レースは再び再開され、ポルシェ陣営はトヨタと異なるピット・ストップ戦略をとり、ティモ・ベルンハルトとブレンドン・ハートレイのドライブでポルシェ20号車はレース開始後4時間経過までの1時間以上の時間もトヨタ7号車を抑え続けた。しかしながら、スタートから4時間強が経ったところでトヨタ7号車がポルシェ20号車を交わしてトップを奪還した。LMP1以外の他カテゴリーでもサーキットのコンディション変化はいろいろなハプニングをもたらした。LMGTE Amクラスでポルシェ・911 RSRを走らすデンプシー・レーシング-プロトンはウェット・コンディションにおけるタイヤ戦略を間違え、デンプシー・レーシング77号車はスリック・タイヤでの走行を続けていたが、やがてアストンマーティン98号車に抜かれることとなった。LMP2クラスでは、損傷したKCMG47号車が首位から脱落した後、レース・パフォーマンス・チームのオレカ-ジャッド34号車とシグナテック・アルピーヌの36号車の首位争いにオーク・レーシングのリジェ・JS・P2の35号車も加わり争う形となった。LMGTE Proクラスでは、4つのマニュファクチャラーによるそれぞれのレースカーの激しい争いとなり、周回ごとに何度も首位が入れ替わる展開となった。エンジンの燃圧低下という初めての大きなトラブルがあったLMP1-Hクラスを走るポルシェ・919ハイブリッドの14号車であるが、51位まで順位を落としてレースに復帰した後、6位まで順位を回復させた。一方、ポルシェ20号車はティモ・ベルンハルトからブレンドン・ハートレーに交代した後にイレギュラーのピットインがあった他、アルナージュでハートレーがコースアウトするなどして、2台のアウディに先行されることになり、4番手に順位を下げた。

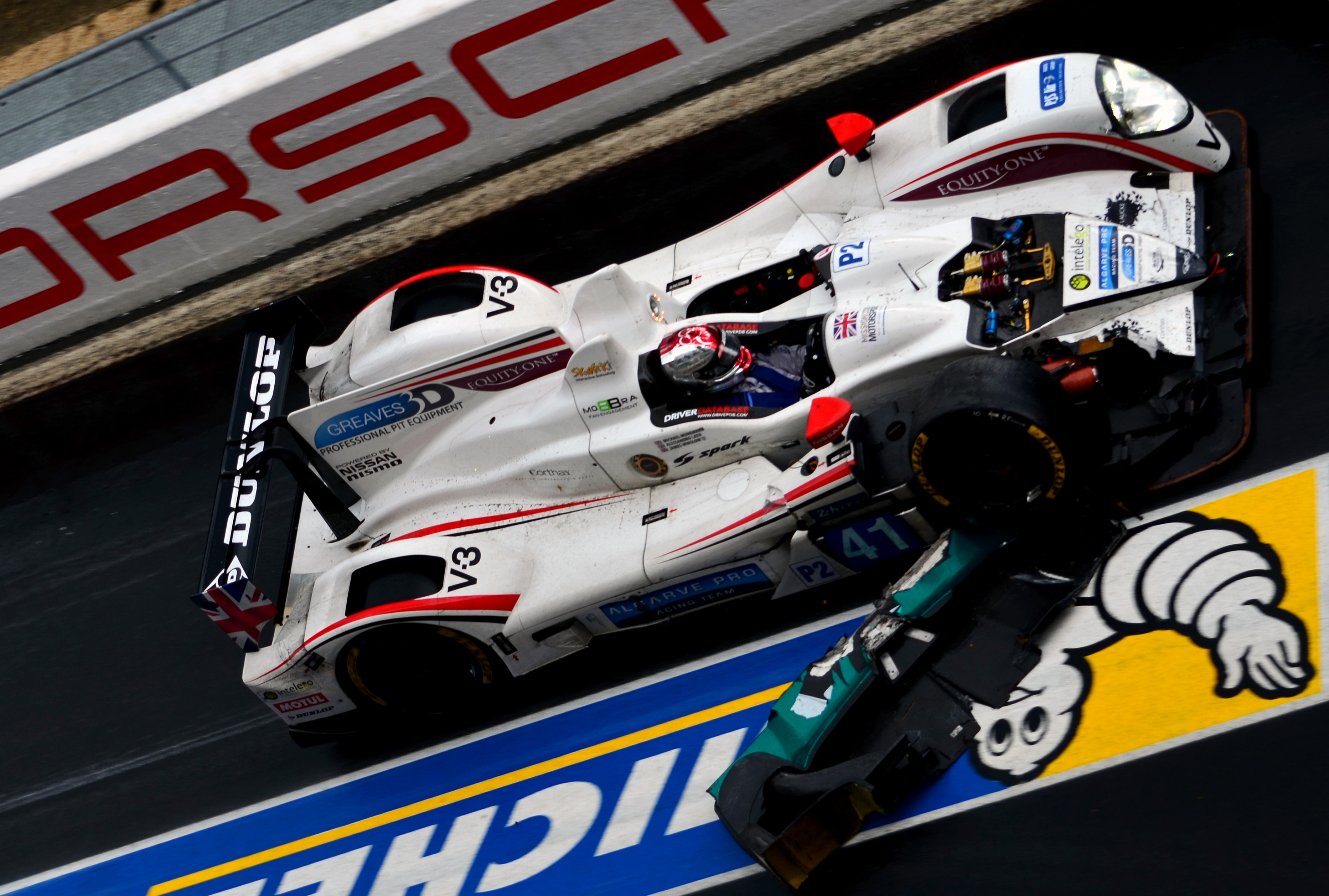
雨中での激しい衝突の後、マイケル・マネマンは、マーフィー・プロトタイプス48号車のボディーフレームの一部を車体の下に引きずりながら損傷したグリーヴス-ザイテックの41号車でピットレーンまで戻った。

2番手に浮上したアウディ2号車はブノワ・トレルイエのドライブで同一のタイヤセットを4スティント連続で使用する戦略に出て、一時はトヨタ7号車とのタイム差を30秒弱にまで詰めたが、7号車が20時46分にステファン・サラザンから中嶋一貴にドライバー交代と同時にタイヤをすべて新品に換装し、フレッシュタイヤによる走りでアウディ2号車との差を1周につき2〜3秒ずつ引き離し始めた。日が暮れ、サーキットが本格的な夜間（ナイト）レースの状態になった頃には、トヨタ7号車は残るアウディ勢2台に対して1分以上の差を築いていた。LMP2クラスでは、オーク・レーシングのリジェ・JS・P2が、レース・パフォーマンスのオレカやシグナテック・アルピーヌに対してほぼ3分以上の差を付けて首位の座を固め始めた。LMGTE Proクラスでは、フェラーリ51号車とアストンマーティン97号車とコルベット74号車の間で、多くの周回でテール・トゥ・ノーズになるなど、接近した戦いが繰り広げられていた。コルベット73号車はエアジャッキシステムのトラブルで周回ペースが落ち、長いピット・ストップを強いられた。LMGTE Amクラスでは、98号車と95号車の2台のアストンマーティン勢によるレースの優位が続いていたが、真夜中の15日午前0時を迎える頃、98号車はパワステシステムのトラブルのため、ボンネットから煙を上げてピット・インしてきたことで、86周に渡って守り通してきたクラス首位の座から陥落した。レース開始からおよそ12時間が経とうとする午前3時前、アウディ1号車は突如スローダウンし、ピットでフュエルインジェクタの交換を強いられ、ポルシェ14号車も2度目の燃圧低下のトラブルが発生し、電力駆動のみでピットに戻ることを強いられた。午前4時59分、中嶋一貴がドライブするトヨタ7号車がレース残り9時間を残して、アルナージュ・コーナー付近のバリアの傍らに車を停め、電気系トラブルによって痛恨のリタイアを余儀なくされた。FIAに許可されたモニタリング装置（車載映像）も故障し、電源が落ちて無線も使えない状態であったため、中嶋は携帯電話を使ってピットからの指示を受けながら修理を試みたものの再始動は果たせず、トヨタはそれまで首位を走り続けていたレースカーをリタイアさせるという選択肢を選ぶ以外の他にとる道が残されていなかった。アウディ2号車が新しい首位となり、3周差でポルシェ20号車とアウディ1号車が続く展開となった。
トヨタ7号車の走行停止からおよそ2時間後、アウディ2号車がターボチャージャーの交換に追い込まれ、20分に渡るピット作業で3番手まで順位を下げた。
アウディ1号車がポルシェ20号車を交わして2番手に上がり、アウディ2号車がピット・イン中に首位となってそのままポルシェ20号車との差を1周差まで拡げた。LMGTE Proクラスでは、オルタネーターのベルトに付随する故障でコルベット74号車がトップ争いから脱落し、ピット作業の間に3周差を付けられてしまう。SMP・レーシングのフェラーリ・458イタリア・GT2の72号車に乗るヴィクトル・シャイタルはポルシェ・カーブのコース脇のセーフティバリアでクラッシュを喫し、リタイアに追い込まれた。それで損傷したエリアの補修をする必要な機材を移動させるため2周に渡ってセーフティカーが展開され、補修中の30分に渡るセーフティカー走行の間、スローゾーンは設けられた。グリーン・フラッグとなってレースが再開された後、オーク・レーシングのリジェ・JS・P2の35号車がエンジンとブレーキの問題でピット作業を余儀なくされ、やがてスローペースの状態のままレースに復帰した。2番手を走行していたティリエ・バイ・TDSレーシングのリジェ・JS・P2の46号車もまたサスペンションの故障で修理を要し、Jota-ザイテックの38号車がそれまでの上位2チームに替わって首位に立った。LMGTE Proクラスでは、アストンマーティン97号車がフェラーリ51号車との非常に接近した激しい戦いを繰り広げていたが、姉妹車のアストンマーティン98号車と同じパワステシステムのトラブルによって後退し、フェラーリ51号車はクラス2番手に上がった4ポルシェ92号車との2周差のセーフティリードを保ちながら走行を続けた。

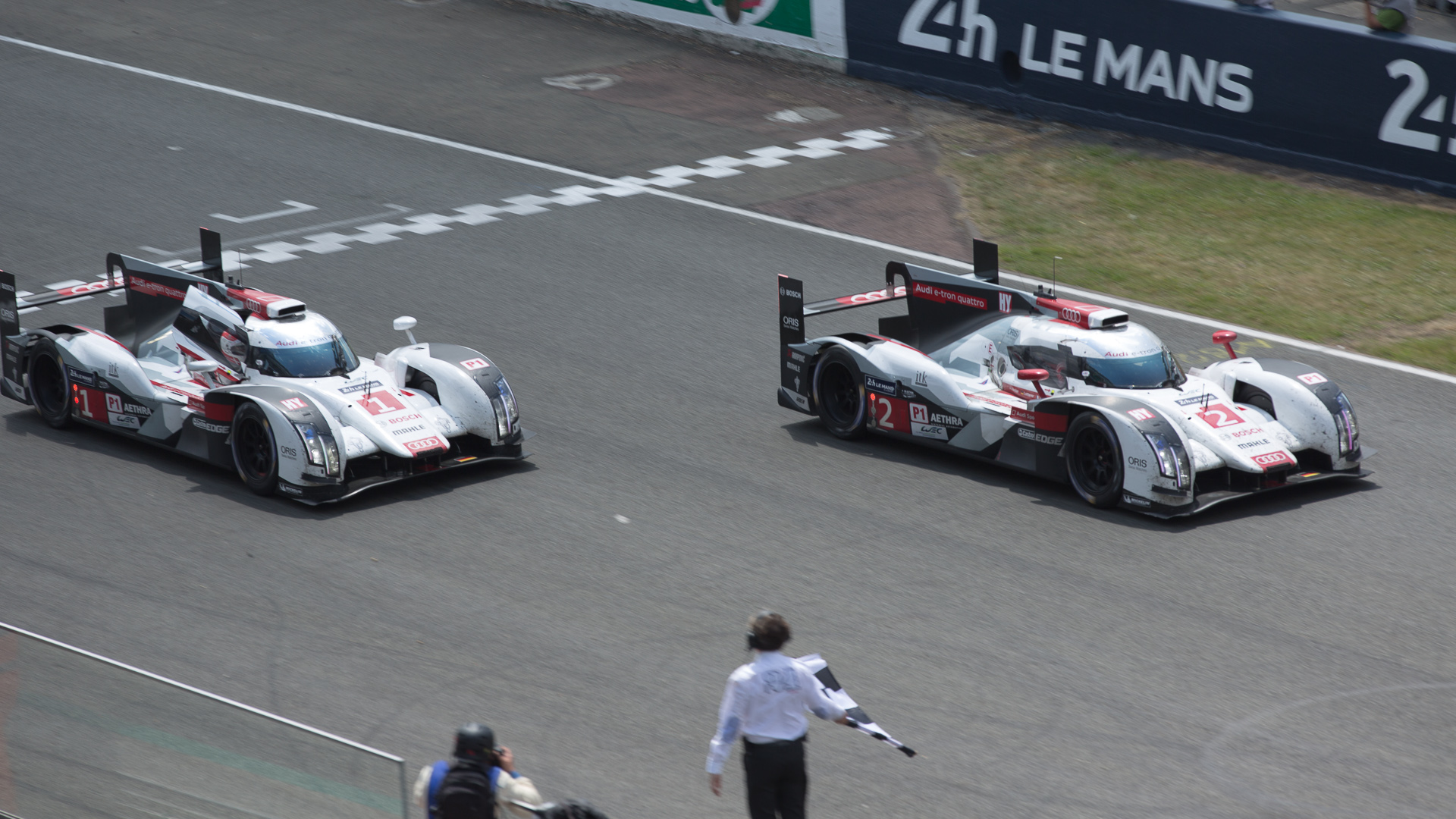
アウディ2号車はアウディ1号車を従えてゴール・ラインを越え、ル・マン24時間レースに優勝した。

ほぼレースを21時間経過した時点で、トム・クリステンセンが乗るアウディ1号車は第1シケインを過ぎたところで一度ストップしてしまう。すぐに発進しレーシングスピードに戻ったが、1周した後ピット・インして給油後再びピットアウトするが、GTEクラス車両よりペースが上がらない。アウディは2号車と同様のトラブルを発生した1号車を再度ピットに戻し、2度目のターボチャージャー交換を行ない、わずか17分でターボ交換をやってのけたが、アウディ1号車はトップから4周遅れの3位へと後退することとなってしまった。アウディ1号車に替わって、ポルシェ20号車が首位に躍り出たが、わずか1分半ほど後方にはアウディ2号車が迫っている状態であった。アウディ2号車は、アンドレ・ロッテラーが決勝レース中のファーステストラップを更新する3分22秒567を叩きだして、ポルシェ20号車に対して1周あたり3秒から4秒を追い上げる素晴らしい走りを見せ、ついにポルシェ20号車がティモ・ベルンハルトからマーク・ウェバーにドライバー交代をしている間に、アウディ2号車が首位を奪還した。レースも残り2時間程という時間帯でポルシェ20号車が突如スローダウンし、アンチロールバーの故障が発生したということでガレージに入れられた後、そのままリタイアした。そのおよそ30分後にポルシェ14号車もギヤボックスの不具合で一旦ガレージに入れられたが、チェッカー間際にピットアウトし、チェッカーを受けている。LMP1カテゴリーでは、アウディ2号車が優勝し、2位には3周差でアウディ1号車、その後に序盤のアクシデントをリカバリーしたトヨタ8号車がトップから5周差で3位に入った。サバイバル戦と化したLMP1カテゴリーの争いの中、2台出走したLMP1-Lカーの中で唯一完走を果たしたレベリオン・レーシングの12号車が見事総合4位に入った。ツキのないオーク・レーシングのリジェ・JS・P2の35号車は、ティリエ・バイ・TDSレーシングのリジェ・JS・P2の46号車やJota-ザイテックの38号車より速いにもかかわらず、エンジンのトラブルと長過ぎるピット作業のため、LMP2クラスの首位争いを終盤まで争えなかった。
マルセル・フェスラー/ブノワ・トレルイエ/アンドレ・ロッテラーという4年間で3回優勝した3人組がドライブしたアウディ2号車は、レースの最後の2時間はトラブルに遭うこともなく、そのまま後続とのリードを保ったまま、アウディとして通算13度目となる優勝を成し遂げた。ポルシェ14号車は、最終ラップにサーキットに戻って周回できる程度の修理を行なってレースに復帰し、総合11位に入った。LMP2クラスの戦いはチェッカーまで3台が同一周回で争う展開で、ティリエ・バイ・TDSレーシングのリジェ・JS・P2の46号車やシグナテック・アルピーヌの36号車を抑えて、サイモン・ドゥーラン/ハリー・ティンクネル/オリヴァー・ターヴェイの3人がドライブしたJota-ザイテックの38号車がクラス優勝を果たし、総合でも5位に入った。クラス内の上位5組はニッサン製エンジンのユーザーである。LMGTE Proクラスでは、長いピット・ストップより順位を落としたコルベット73号車が驚異の追い上げでポルシェ92号車からクラス2位を奪うという健闘を見せたが、クラス首位を走っていたAFコルセのフェラーリ51号車に追い付くことは到底敵わず、51号車がクラス優勝した。LMGTE Amクラスでは、前年のル・マン24時間レースで事故死したアラン・シモンセンがエントリーしていた95号車で、205周回に渡ってクラス首位を守ってMGTE Amクラス優勝を成し遂げた。2周差のクラス2位にプロトン・コンペティションが入っている。

### 決勝結果
各クラスの勝者は太字で表示。ポルシェ20号車は非完走(NC) として分類されている。
| 順位 | クラス    | No | チーム                                   | ドライバー                                                                                   | シャシー                                                        | タイヤ | 周回数 |
| 順位 | クラス    | No | チーム                                   | ドライバー                                                                                   | エンジン                                                        | タイヤ | 周回数 |
| ---- | --------- | -- | ---------------------------------------- | -------------------------------------------------------------------------------------------- | --------------------------------------------------------------- | ------ | ------ |
| 1    | LMP1-H    | 2  | アウディ・スポーツチーム ヨースト        | - アンドレ・ロッテラー - マルセル・フェスラー - ブノワ・トレルイエ                           | アウディ・R18 e-tron クアトロ                                   | M      | 379    |
| 1    | LMP1-H    | 2  | アウディ・スポーツチーム ヨースト        | - アンドレ・ロッテラー - マルセル・フェスラー - ブノワ・トレルイエ                           | アウディ TDI 4.0 L ターボ V6 (ディーゼル・ターボ・ハイブリッド) | M      | 379    |
| 2    | LMP1-H    | 1  | アウディ・スポーツチーム ヨースト        | - トム・クリステンセン - マルク・ジェネ - ルーカス・ディ・グラッシ                           | アウディ・R18 e-tron クアトロ                                   | M      | 376    |
| 2    | LMP1-H    | 1  | アウディ・スポーツチーム ヨースト        | - トム・クリステンセン - マルク・ジェネ - ルーカス・ディ・グラッシ                           | アウディ TDI 4.0 L ターボ V6 (ディーゼル・ターボ・ハイブリッド) | M      | 376    |
| 3    | LMP1-H    | 8  | トヨタ・レーシング                       | - アンソニー・デビッドソン - セバスチャン・ブエミ - ニコラ・ラピエール                       | トヨタ・TS040 HYBRID                                            | M      | 374    |
| 3    | LMP1-H    | 8  | トヨタ・レーシング                       | - アンソニー・デビッドソン - セバスチャン・ブエミ - ニコラ・ラピエール                       | トヨタ 3.7 L V8 (ハイブリッド)                                  | M      | 374    |
| 4    | LMP1-L    | 12 | レベリオン・レーシング                   | - ニコラ・プロスト - ニック・ハイドフェルド - マティアス・ベシェ                             | レベリオン・R-One                                               | M      | 360    |
| 4    | LMP1-L    | 12 | レベリオン・レーシング                   | - ニコラ・プロスト - ニック・ハイドフェルド - マティアス・ベシェ                             | トヨタ RV8KLM 3.4 L V8                                          | M      | 360    |
| 5    | LMP2      | 38 | JOTAスポーツ                             | - サイモン・ドゥーラン - ハリー・ティンクネル - オリバー・ターベイ                           | ザイテック・Z11SN                                               | D      | 356    |
| 5    | LMP2      | 38 | JOTAスポーツ                             | - サイモン・ドゥーラン - ハリー・ティンクネル - オリバー・ターベイ                           | ニッサン VK45DE 4.5 L V8                                        | D      | 356    |
| 6    | LMP2      | 46 | ティリエ・バイ・TDSレーシング            | - ピエール・ティリエ - ルドヴィッチ・バディ - トリスタン・ゴマンディ                         | リジェ・JS P2                                                   | D      | 355    |
| 6    | LMP2      | 46 | ティリエ・バイ・TDSレーシング            | - ピエール・ティリエ - ルドヴィッチ・バディ - トリスタン・ゴマンディ                         | ニッサン VK45DE 4.5 L V8                                        | D      | 355    |
| 7    | LMP2      | 36 | シグナテック アルピーヌ                  | - ポール＝ルウ・シャタン - ネルソン・パンシアティシ - オリヴァー・ウェッブ                   | アルピーヌ・450b                                                | D      | 355    |
| 7    | LMP2      | 36 | シグナテック アルピーヌ                  | - ポール＝ルウ・シャタン - ネルソン・パンシアティシ - オリヴァー・ウェッブ                   | ニッサン VK45DE 4.5 L V8                                        | D      | 355    |
| 8    | LMP2      | 24 | セバスチャン・ローブ・レーシング         | - レネ・ラスト - ヤン・チャロウズ - ヴィンセント・カピレール                                 | オレカ・03R                                                     | M      | 354    |
| 8    | LMP2      | 24 | セバスチャン・ローブ・レーシング         | - レネ・ラスト - ヤン・チャロウズ - ヴィンセント・カピレール                                 | ニッサン VK45DE 4.5 L V8                                        | M      | 354    |
| 9    | LMP2      | 35 | オーク・レーシング                       | - アレックス・ブランドル - ヤン・マーデンボロー - マルク・シュルズィツキー                   | リジェ・JS P2                                                   | D      | 354    |
| 9    | LMP2      | 35 | オーク・レーシング                       | - アレックス・ブランドル - ヤン・マーデンボロー - マルク・シュルズィツキー                   | ニッサン VK45DE 4.5 L V8                                        | D      | 354    |
| 10   | LMP2      | 43 | ニューブラッド・バイ・モラン・レーシング | - ガリー・ヒルシュ - ロマン・ブランデラ - クリスチャン・クリエン                             | モーガン・LMP2                                                  | D      | 352    |
| 10   | LMP2      | 43 | ニューブラッド・バイ・モラン・レーシング | - ガリー・ヒルシュ - ロマン・ブランデラ - クリスチャン・クリエン                             | ジャッド HK 3.6 L V8                                            | D      | 352    |
| 11   | LMP1-H    | 14 | ポルシェチーム                           | - マルク・リープ - ロマン・デュマ - ニール・ジャニ                                           | ポルシェ・919ハイブリッド                                       | M      | 348    |
| 11   | LMP1-H    | 14 | ポルシェチーム                           | - マルク・リープ - ロマン・デュマ - ニール・ジャニ                                           | ポルシェ 2.0 L ターボ V4(ガソリン・ターボ・ハイブリッド)        | M      | 348    |
| 12   | LMP2      | 33 | オーク・レーシングチーム・アジア         | - デイヴィッド・チョン - ホーピン・タン - 方駿宇                                             | リジェ・JS P2                                                   | M      | 347    |
| 12   | LMP2      | 33 | オーク・レーシングチーム・アジア         | - デイヴィッド・チョン - ホーピン・タン - 方駿宇                                             | ホンダ HR28TT 2.8 L ターボ V6                                   | M      | 347    |
| 13   | LMP2      | 34 | レース・パフォーマンス                   | - ミッシェル・フレイ - フランク・マイルー - ジョン・ランカスター                             | オレカ・03R                                                     | D      | 342    |
| 13   | LMP2      | 34 | レース・パフォーマンス                   | - ミッシェル・フレイ - フランク・マイルー - ジョン・ランカスター                             | ジャッド HK 3.6 L V8                                            | D      | 342    |
| 14   | LMP2      | 50 | ラルブル・コンペティション               | - ピエール・ラグ - 井原慶子 - リッキー・テイラー                                             | モーガン・LMP2                                                  | M      | 341    |
| 14   | LMP2      | 50 | ラルブル・コンペティション               | - ピエール・ラグ - 井原慶子 - リッキー・テイラー                                             | ジャッド HK 3.6 L V8                                            | M      | 341    |
| 15   | LMGTE Pro | 51 | AFコルセ                                 | - ジャンマリア・ブルーニ - ジャンカルロ・フィジケラ - トニ・ヴィランデル                     | フェラーリ・458イタリア・GT2                                    | M      | 339    |
| 15   | LMGTE Pro | 51 | AFコルセ                                 | - ジャンマリア・ブルーニ - ジャンカルロ・フィジケラ - トニ・ヴィランデル                     | フェラーリ 4.5 L V8                                             | M      | 339    |
| 16   | LMGTE Pro | 73 | コルベット・レーシング                   | - ヤン・マグヌッセン - アントニオ・ガルシア - ジョーダン・テイラー                           | シボレー・コルベット・C7.R                                      | M      | 338    |
| 16   | LMGTE Pro | 73 | コルベット・レーシング                   | - ヤン・マグヌッセン - アントニオ・ガルシア - ジョーダン・テイラー                           | シボレー 5.5 L V8                                               | M      | 338    |
| 17   | LMGTE Pro | 92 | ポルシェ AG チーム・マンタイ             | - マルコ・ホルツァー - フレデリック・マコヴィッキィ - リヒャルト・リーツ                     | ポルシェ・911 RSR                                               | M      | 337    |
| 17   | LMGTE Pro | 92 | ポルシェ AG チーム・マンタイ             | - マルコ・ホルツァー - フレデリック・マコヴィッキィ - リヒャルト・リーツ                     | ポルシェ 4.0 L フラット6                                        | M      | 337    |
| 18   | LMP2      | 29 | ペガサス・レーシング                     | - ジュリアン・シェル - レオ・ルッセル - ニコラ・ロイトウィラー                               | モーガン・LMP2                                                  | D      | 336    |
| 18   | LMP2      | 29 | ペガサス・レーシング                     | - ジュリアン・シェル - レオ・ルッセル - ニコラ・ロイトウィラー                               | ニッサン VK45DE 4.5 L V8                                        | D      | 336    |
| 19   | LMGTE Am  | 95 | アストンマーティン・レーシング           | - デイヴィッド・ハイネマイヤー・ハンソン - クリスティアン・ポウルセン - ニッキー・トゥヒーム | アストンマーティン・ヴァンテージ・GTE                           | M      | 334    |
| 19   | LMGTE Am  | 95 | アストンマーティン・レーシング           | - デイヴィッド・ハイネマイヤー・ハンソン - クリスティアン・ポウルセン - ニッキー・トゥヒーム | アストンマーティン 4.5 L V8                                     | M      | 334    |
| 20   | LMGTE Pro | 74 | コルベット・レーシング                   | - トミー・ミルナー - オリバー・ギャビン - リチャード・ウェストブルック                       | シボレー・コルベット・C7.R                                      | M      | 333    |
| 20   | LMGTE Pro | 74 | コルベット・レーシング                   | - トミー・ミルナー - オリバー・ギャビン - リチャード・ウェストブルック                       | シボレー 5.5 L V8                                               | M      | 333    |
| 21   | LMGTE Am  | 88 | プロトン・コンペティション               | - クリスティアン・リート - クラウス・バフラー - ハレード・アル・クバイスィ                   | ポルシェ・911 RSR                                               | M      | 332    |
| 21   | LMGTE Am  | 88 | プロトン・コンペティション               | - クリスティアン・リート - クラウス・バフラー - ハレード・アル・クバイスィ                   | ポルシェ 4.0 L フラット6                                        | M      | 332    |
| 22   | LMGTE Am  | 61 | AFコルセ                                 | - ルイス・ペレス・コンパンク - マルコ・チョッチ - ミルコ・ヴェントゥリ                       | フェラーリ・458イタリア・GT2                                    | M      | 331    |
| 22   | LMGTE Am  | 61 | AFコルセ                                 | - ルイス・ペレス・コンパンク - マルコ・チョッチ - ミルコ・ヴェントゥリ                       | フェラーリ 4.5 L V8                                             | M      | 331    |
| 23   | LMGTE Am  | 90 | 8スター・モータースポーツ                | - フランキー・マンテカルヴォ - パオロ・ルベルティ - ジャンルカ・ロダ                         | フェラーリ・458イタリア・GT2                                    | M      | 330    |
| 23   | LMGTE Am  | 90 | 8スター・モータースポーツ                | - フランキー・マンテカルヴォ - パオロ・ルベルティ - ジャンルカ・ロダ                         | フェラーリ 4.5 L V8                                             | M      | 330    |
| 24   | LMGTE Am  | 77 | デンプシー・レーシング-プロトン          | - パトリック・デンプシー - ジョー・フォスター - パトリック・ロング                           | ポルシェ・911 RSR                                               | M      | 329    |
| 24   | LMGTE Am  | 77 | デンプシー・レーシング-プロトン          | - パトリック・デンプシー - ジョー・フォスター - パトリック・ロング                           | ポルシェ 4.0 L フラット6                                        | M      | 329    |
| 25   | LMP2      | 42 | ケーターハム・レーシング                 | - トム・キンバー＝スミス - クリス・ダイソン - マット・マクマリー                             | ザイテック・Z11SN                                               | D      | 329    |
| 25   | LMP2      | 42 | ケーターハム・レーシング                 | - トム・キンバー＝スミス - クリス・ダイソン - マット・マクマリー                             | ニッサン VK45DE 4.5 L V8                                        | D      | 329    |
| 26   | LMGTE Am  | 98 | アストンマーティン・レーシング           | - ポール・ダラ・ラナ - ペドロ・ラミー - クリストフェル・ニギャルド                           | アストンマーティン・ヴァンテージ・GTE                           | M      | 329    |
| 26   | LMGTE Am  | 98 | アストンマーティン・レーシング           | - ポール・ダラ・ラナ - ペドロ・ラミー - クリストフェル・ニギャルド                           | アストンマーティン 4.5 L V8                                     | M      | 329    |
| 27   | LMGTE Am  | 66 | JMW・モータースポーツ                    | - アブドゥルアズィーズ・アール・ファイサル - セス・ネイマン - スペンサー・パンペリー         | フェラーリ・458イタリア・GT2                                    | M      | 327    |
| 27   | LMGTE Am  | 66 | JMW・モータースポーツ                    | - アブドゥルアズィーズ・アール・ファイサル - セス・ネイマン - スペンサー・パンペリー         | フェラーリ 4.5 L V8                                             | M      | 327    |
| 28   | LMGTE Am  | 70 | チーム・タイサン                         | - 中野信治 - マーティン・リッチ - ピエール・エーレット                                       | フェラーリ・458イタリア・GT2                                    | M      | 327    |
| 28   | LMGTE Am  | 70 | チーム・タイサン                         | - 中野信治 - マーティン・リッチ - ピエール・エーレット                                       | フェラーリ 4.5 L V8                                             | M      | 327    |
| 29   | LMGTE Am  | 58 | チーム・ソフレフ・ASP                    | - アントニー・ポンス - ソエイル・アヤリ - ファビアン・バルテス                               | フェラーリ・458イタリア・GT2                                    | M      | 325    |
| 29   | LMGTE Am  | 58 | チーム・ソフレフ・ASP                    | - アントニー・ポンス - ソエイル・アヤリ - ファビアン・バルテス                               | フェラーリ 4.5 L V8                                             | M      | 325    |
| 30   | LMGTE Am  | 57 | クローン・レーシング                     | - トレイシー・クローン - ニクラス・ヨンション - ベン・コリンズ                               | フェラーリ・458イタリア・GT2                                    | M      | 324    |
| 30   | LMGTE Am  | 57 | クローン・レーシング                     | - トレイシー・クローン - ニクラス・ヨンション - ベン・コリンズ                               | フェラーリ 4.5 L V8                                             | M      | 324    |
| 31   | LMGTE Am  | 76 | IMSA・パフォーマンス・マットムート       | - レイモン・ナラク - ニコラ・アルミンド - ダヴィッド・ハリデ                                 | ポルシェ・997 GT3-RSR                                           | M      | 323    |
| 31   | LMGTE Am  | 76 | IMSA・パフォーマンス・マットムート       | - レイモン・ナラク - ニコラ・アルミンド - ダヴィッド・ハリデ                                 | ポルシェ 4.0 L フラット6                                        | M      | 323    |
| 32   | LMGTE Am  | 53 | ラム・レーシング                         | - ジョニー・モウレム - アーチー・ハミルトン - マーク・パターソン                             | フェラーリ・458イタリア・GT2                                    | M      | 319    |
| 32   | LMGTE Am  | 53 | ラム・レーシング                         | - ジョニー・モウレム - アーチー・ハミルトン - マーク・パターソン                             | フェラーリ 4.5 L V8                                             | M      | 319    |
| 33   | LMGTE Pro | 79 | プロスピード・コンペティション           | - イェロエン・ブレーケモレン - クーパー・マクニール                                          | ポルシェ・997 GT3-RSR                                           | M      | 319    |
| 33   | LMGTE Pro | 79 | プロスピード・コンペティション           | - イェロエン・ブレーケモレン - クーパー・マクニール                                          | ポルシェ 4.0 L フラット6                                        | M      | 319    |
| 34   | LMGTE Am  | 67 | IMSA・パフォーマンス・マットムート       | - エリック・マリス - ジャン＝マルク・メルリン - エリック・エラリー                           | ポルシェ・997 GT3-RSR                                           | M      | 317    |
| 34   | LMGTE Am  | 67 | IMSA・パフォーマンス・マットムート       | - エリック・マリス - ジャン＝マルク・メルリン - エリック・エラリー                           | ポルシェ 4.0 L フラット6                                        | M      | 317    |
| 35   | LMGTE Pro | 97 | アストンマーティン・レーシング           | - ダレン・ターナー - シュテファン・ミュッケ - ブルーノ・セナ                                 | アストンマーティン・ヴァンテージ・GTE                           | M      | 310    |
| 35   | LMGTE Pro | 97 | アストンマーティン・レーシング           | - ダレン・ターナー - シュテファン・ミュッケ - ブルーノ・セナ                                 | アストンマーティン 4.5 L V8                                     | M      | 310    |
| 36   | LMGTE Pro | 91 | ポルシェ AG チーム・マンタイ             | - パトリック・ピレ - ニック・タンディ - ヨルグ・ベルグマイスター                             | ポルシェ・911 RSR                                               | M      | 309    |
| 36   | LMGTE Pro | 91 | ポルシェ AG チーム・マンタイ             | - パトリック・ピレ - ニック・タンディ - ヨルグ・ベルグマイスター                             | ポルシェ 4.0 L フラット6                                        | M      | 309    |
| 37   | LMP2      | 27 | SMP・レーシング                          | - セルゲイ・ズロービン - アントン・ラディギン - ミカ・サロ                                   | オレカ・03R                                                     | M      | 303    |
| 37   | LMP2      | 27 | SMP・レーシング                          | - セルゲイ・ズロービン - アントン・ラディギン - ミカ・サロ                                   | ニッサン VK45DE 4.5 L V8                                        | M      | 303    |
| 38   | LMGTE Am  | 62 | AFコルセ                                 | - ヤニック・マレゴル - ジャン＝マルク・バシェリエ - ハワード・ブランクk                      | フェラーリ・458イタリア・GT2                                    | M      | 295    |
| 38   | LMGTE Am  | 62 | AFコルセ                                 | - ヤニック・マレゴル - ジャン＝マルク・バシェリエ - ハワード・ブランクk                      | フェラーリ 4.5 L V8                                             | M      | 295    |
| NC   | LMP1-H    | 20 | ポルシェチーム                           | - ティモ・ベルンハルト - ブレンドン・ハートレイ - マーク・ウェバー                           | ポルシェ・919ハイブリッド                                       | M      | 346    |
| NC   | LMP1-H    | 20 | ポルシェチーム                           | - ティモ・ベルンハルト - ブレンドン・ハートレイ - マーク・ウェバー                           | ポルシェ 2.0 L ターボ V4(ガソリン・ターボ・ハイブリッド)        | M      | 346    |
| DNF  | LMP1-H    | 7  | トヨタ・レーシング                       | - アレクサンダー・ヴルツ - ステファン・サラザン - 中嶋一貴                                   | トヨタ・TS040 HYBRID                                            | M      | 219    |
| DNF  | LMP1-H    | 7  | トヨタ・レーシング                       | - アレクサンダー・ヴルツ - ステファン・サラザン - 中嶋一貴                                   | トヨタ 3.7 L V8                                                 | M      | 219    |
| DNF  | LMGTE Am  | 72 | SMP・レーシング                          | - アンドレア・ベルトリーニ - ヴィクトル・シャイタル - アレクセイ・バソフ                     | フェラーリ・458イタリア・GT2                                    | M      | 196    |
| DNF  | LMGTE Am  | 72 | SMP・レーシング                          | - アンドレア・ベルトリーニ - ヴィクトル・シャイタル - アレクセイ・バソフ                     | フェラーリ 4.5 L V8                                             | M      | 196    |
| DNF  | LMGTE Am  | 75 | プロスピード・コンペティション           | - フランソワ・ペロード - エマニュエル・コラール - マルクス・パルターラ                       | ポルシェ・997 GT3-RSR                                           | M      | 194    |
| DNF  | LMGTE Am  | 75 | プロスピード・コンペティション           | - フランソワ・ペロード - エマニュエル・コラール - マルクス・パルターラ                       | ポルシェ 4.0 L フラット6                                        | M      | 194    |
| DNF  | LMGTE Pro | 52 | ラム・レーシング                         | - マット・グリフィン - アルヴァロ・パレンチ - フェデリコ・レオ                               | フェラーリ・458イタリア・GT2                                    | M      | 140    |
| DNF  | LMGTE Pro | 52 | ラム・レーシング                         | - マット・グリフィン - アルヴァロ・パレンチ - フェデリコ・レオ                               | フェラーリ 4.5 L V8                                             | M      | 140    |
| DNF  | LMP2      | 26 | G-ドライブ・レーシング                   | - ロマン・ルシノフ - オリヴィエ・プラ - ジュリアン・カナル                                   | モーガン・LMP2                                                  | D      | 120    |
| DNF  | LMP2      | 26 | G-ドライブ・レーシング                   | - ロマン・ルシノフ - オリヴィエ・プラ - ジュリアン・カナル                                   | ニッサン VK45DE 4.5 L V8                                        | D      | 120    |
| DNF  | LMGTE Am  | 60 | AFコルセ                                 | - ピーター・アシュリー・マン - ロレンツォ・カーゼ - ラファエレ・ジャマリア                   | フェラーリ・458イタリア・GT2                                    | M      | 115    |
| DNF  | LMGTE Am  | 60 | AFコルセ                                 | - ピーター・アシュリー・マン - ロレンツォ・カーゼ - ラファエレ・ジャマリア                   | フェラーリ 4.5 L V8                                             | M      | 115    |
| DNF  | LMP2      | 47 | KCMG                                     | - マシュー・ハウソン - リチャード・ブラッドリー - アレキサンドレ・インペラトーリ             | オレカ・03R                                                     | M      | 87     |
| DNF  | LMP2      | 47 | KCMG                                     | - マシュー・ハウソン - リチャード・ブラッドリー - アレキサンドレ・インペラトーリ             | ニッサン VK45DE 4.5 L V8                                        | M      | 87     |
| DNF  | LMP1-L    | 13 | レベリオン・レーシング                   | - アンドレア・ベリッチ - ファビオ・ライマー - ドミニク・クライハマー                         | レベリオン・R-One                                               | M      | 73     |
| DNF  | LMP1-L    | 13 | レベリオン・レーシング                   | - アンドレア・ベリッチ - ファビオ・ライマー - ドミニク・クライハマー                         | トヨタ RV8KLM 3.4 L V8                                          | M      | 73     |
| DNF  | LMP2      | 48 | マーフィー・プロトタイプス               | - ナタナエル・ベルトン - カルン・チャンドック - ロドルフォ・ゴンザレス                       | オレカ・03R                                                     | D      | 73     |
| DNF  | LMP2      | 48 | マーフィー・プロトタイプス               | - ナタナエル・ベルトン - カルン・チャンドック - ロドルフォ・ゴンザレス                       | ニッサン VK45DE 4.5 L V8                                        | D      | 73     |
| DNF  | LMP2      | 41 | グリーヴス・モータースポーツ             | - マイケル・マネマン - アレッサンドロ・ラティフ - ジェイムズ・ウィンスロー                   | ザイテック・Z11SN                                               | D      | 31     |
| DNF  | LMP2      | 41 | グリーヴス・モータースポーツ             | - マイケル・マネマン - アレッサンドロ・ラティフ - ジェイムズ・ウィンスロー                   | ニッサン VK45DE 4.5 L V8                                        | D      | 31     |
| DNF  | LMGTE Pro | 71 | AFコルセ                                 | - ダヴィデ・リゴン - ピエール・カッファー - オリビエ・ベレッタ                               | フェラーリ・458イタリア・GT2                                    | M      | 28     |
| DNF  | LMGTE Pro | 71 | AFコルセ                                 | - ダヴィデ・リゴン - ピエール・カッファー - オリビエ・ベレッタ                               | フェラーリ 4.5 L V8                                             | M      | 28     |
| DNF  | LMP1-H    | 3  | アウディ・スポーツチーム ヨースト        | - フィリペ・アルブケルケ - マルコ・ボナノミ - オリバー・ジャービス                           | アウディ・R18 e-tron クアトロ                                   | M      | 25     |
| DNF  | LMP1-H    | 3  | アウディ・スポーツチーム ヨースト        | - フィリペ・アルブケルケ - マルコ・ボナノミ - オリバー・ジャービス                           | アウディ TDI 4.0 L ターボ V6 (ディーゼル・ターボ・ハイブリッド) | M      | 25     |
| DNF  | LMGTE Am  | 81 | AFコルセ                                 | - ステファン・ワイアット - ミケーレ・ルゴロ - サム・バード                                   | フェラーリ・458イタリア・GT2                                    | M      | 22     |
| DNF  | LMGTE Am  | 81 | AFコルセ                                 | - ステファン・ワイアット - ミケーレ・ルゴロ - サム・バード                                   | フェラーリ 4.5 L V8                                             | M      | 22     |
| DNF  | LMP2      | 37 | SMP・レーシング                          | - キリル・ラディギン - マウリツィオ・メディアニ - ニコラ・ミナシアン                         | オレカ・03R                                                     | M      | 9      |
| DNF  | LMP2      | 37 | SMP・レーシング                          | - キリル・ラディギン - マウリツィオ・メディアニ - ニコラ・ミナシアン                         | ニッサン VK45DE 4.5 L V8                                        | M      | 9      |
| DNF  | Garage 56 | 0  | ニスモ                                   | - ルーカス・オルドネス - ヴォルフガング・ライプ - 本山哲                                     | 日産・ZEOD RC                                                   | M      | 5      |
| DNF  | Garage 56 | 0  | ニスモ                                   | - ルーカス・オルドネス - ヴォルフガング・ライプ - 本山哲                                     | ニッサン 1.5 L ターボ I3                                        | M      | 5      |
| WD   | LMGTE Pro | 99 | アストンマーティン・レーシング           | - ダリル・オーヤン - アレックス・マクダウォール - フェルナンド・レース                       | アストンマーティン・ヴァンテージ・GTE                           | M      | –      |
| WD   | LMGTE Pro | 99 | アストンマーティン・レーシング           | - ダリル・オーヤン - アレックス・マクダウォール - フェルナンド・レース                       | アストンマーティン 4.5 L V8                                     | M      | –      |

## 注記
1. ↑  予選3回目のセッションは、それまでの2回の予選セッションでの赤旗中断で失われたサーキット走行時間をカバーするため、急遽ACOの決定によって30分間拡大されることになった。予選3回目のセッションは本来ならば22時に開始されるはずであったが21時30分に繰り上げられて始まった。[7]
2. ↑  ロイック・デュバルはアウディ1号車のドライバーであったが、6月11日水曜日に行なわれたフリー・プラクティス中の事故で負傷した。続いて同日夜と翌日に3回に渡る予選のセッションが予定されていたが、デュバルがレースに参戦し続けられるかどうかは不明の状態であったため、急遽アウディ1号車のドライバーとして、フリー・プラクティスでのセッションではLMP2クラスのJOTAスポーツ38号車をドライブしていたアウディのリザーブ（予備）ドライバーのマルク・ジェネに交代させて出場することになった。[39]
3. ↑  マルク・ジェネは本来LMP2クラスのJOTAスポーツの38号車のドライバーであったが、6月11日に負傷したアウディ1号車のドライバーのロイック・デュバルの代わりとして急遽1号車のドライバーになったため、JOTAスポーツはジェネの代わりのドライバーをオリヴァー・ターヴェイに交代させた。彼は6月12日に初めて38号車に乗って予選に出場した。[39]
4. ↑  ブレット・カーティスは本来LMGTE Proクラスのプロスピード・コンペティションのポルシェ79号車に乗る予定であったが、予選中の事故で受けた脳しんとうのため、参戦を継続できるか不明の状態であった。チームは交代ドライバーとしてセバスティアン・クルビレを指名したが、ACOはクルビレの夜間（ナイト）セッションでの走行不足を理由として参戦を許可しなかった。プロスピードはやむなく残りの2人のドライバーのみでの参戦継続を選択したが、2人のドライバーのみでのル・マン24時間レースの参戦はFIA 世界耐久選手権のLMGTE Proクラスの参戦基準を満たさず、LMGTE Amクラスのドライバーズ・ランキングの必要条件しか満たすことしかできないため、選手権でのLMGTE Proクラスでの2人のランキングはル・マンの1戦のみしか認められないことになってしまった。[48]
5. ↑  ジェームス・カラドはAFコルセ71号車のドライバーであるが、予選2回目のセッション中のクラッシュで負傷してしまう。カラドがレースに参戦継続できるか不明だったため、ピエール・カーファーにドライバー交代した。[88]
6. ↑  アストンマーティン99号車は11日水曜日の予選1回目のセッションの後、レースの参戦継続断念を表明した。チームが予選中のクラッシュによる車のダメージの修復やスペアカーの用意を諦めたためである。[89]